# Ludwig Karl Ehrenfried Pfeiffer
Ludwig Karl Ehrenfried Pfeiffer (født 17. august 1861 i Würzburg, død 7. januar 1945 i Schwerin) var en tysk læge.
Pfeiffer studerede medicin i München og lagde sig (med Carl von Voit som lærer) særlig efter fysiologi og (under Max von Pettenkofer) hygiejne. Han blev Dr. med. 1886 med en afhandling om fedtmængden i legemets organer. 1887—94 var Pfeiffer assistent hos Pettenkofer, om hvem han har skrevet sympatiske erindringer ("Aerztliche Monatsschrift", 1899). Han blev privatdocent i München 1890, 1894 ekstraordinær og 1899 ordentlig professor i hygiejne i Rostock. Pfeiffer tilhørte som hygiejniker Pettenkofers skole. Han skrev om benyttelsen af svovlsyrling og svovlsyrlige salte som konserveringsmidler (Verwendung der schweflichen Säure zur Conservierung von Nahrungsmittel, München 1889, og Zur Kenntniss der giftigen Wirkungen der schweflichen Säure und ihre Salze, 1890), om rationel ernæring (Grundsätze richtiger Ernährung, 1893). Et af hans kendte arbejder beskæftiger sig med det vigtige hygiejniske spørgsmål om flodernes selvrensning (Zur Frage der Selbstreinigung der Flüsse, 1893). En lang række arbejder foreligger fra hans hånd under samarbejde med elever.